# Otton Steinborn

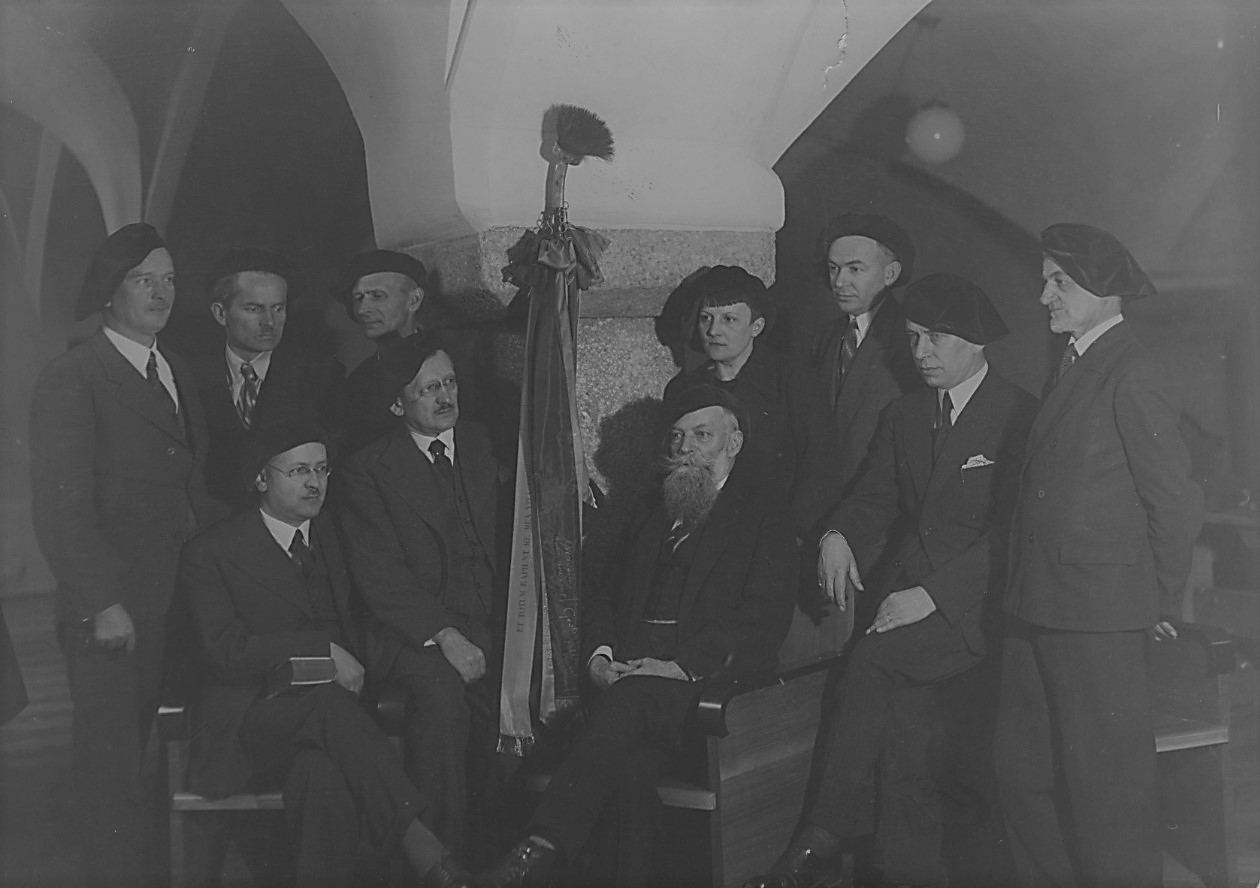
Członkowie Zarządu Konfraterni Artystów w Toruniu (1935). Otton Steinborn (z brodą)

Otton Andrzej Steinborn (ur. 26 maja 1868 w Nowym Suminie, zm. 4 sierpnia 1936) – lekarz, działacz społeczno-polityczny, burmistrz Torunia w 1920, senator I i II kadencji w latach 1926–1930.

## Życiorys
Wywodził się z rodziny niemieckiej. Urodził się w Borach Tucholskich jako Otto Andreas Steinborn, w rodzinie Johanna (nauczyciela i kierownika szkoły) oraz Elżbiety z domu Klemp. Ukończył gimnazjum biskupie w Pelplinie (gdzie rozpoczął naukę w 1880), a następnie uczęszczał do gimnazjum chełmińskiego. Został przymusowo przeniesiony do gimnazjum w Demmin, gdzie w 1891 zdał egzamin abituriencki. Początkowo studiował teologię, ale po roku przeniósł się na medycynę. Studiował w Würzburgu, Berlinie, Monachium, Rostocku i Lipsku, gdzie 27 października 1899 obronił pracę doktorską. Po uzyskaniu doktoratu przybył do Torunia, gdzie rozpoczął praktykę lekarską. Od 1899 działał w Towarzystwie Naukowym w Toruniu, w 1906 zasiadł w jego zarządzie.
Po zakończeniu I wojny światowej był prezesem powstałej 17 listopada 1918 Polskiej Rady Ludowej w Toruniu. Jako reprezentant ludności polskiej powitał wojsko 18 stycznia 1920, które wkroczyło do miasta. Tegoż samego dnia objął stanowisko komisarycznego prezydenta Torunia. Pełnił tę funkcję do 9 lutego 1920. Działał potem w Narodowej Partii Robotniczej. W latach 1921–1933 był radnym Torunia.
27 marca 1926 złożył ślubowanie, obejmując mandat senatora Rzeczypospolitej I kadencji na miejsce Juliana Szychowskiego, który zrzekł się mandatu. Był również senatorem II kadencji (1928–1930) z województwa pomorskiego z listy Narodowej Partii Robotniczej.
15 października 1900 ożenił się z Heleną Tomilą z Kawczyńskich (1875–1952). Jego wnuczką jest Bożena Steinborn, historyk sztuki.
Został pochowany na cmentarzu św. Jerzego.

## Ordery i odznaczenia
- Krzyż Oficerski Orderu Odrodzenia Polski (10 listopada 1933)[10]
- Srebrny Krzyż Zasługi (15 grudnia 1925)[11]